# Carsulae
Carsulae a été une ville ombrienne de la  Regio VI Umbria, et actuellement un site archéologique majeur en Ombrie.

## Géographie
Carsulae est un site archéologique en Ombrie, au centre de l'Italie, aujourd'hui un vestige archéologique important situé 4 km au nord de San Gemini, une petite commune dans la province de Terni, à proximité se trouve la commune de Montecastrilli (Montes Carsulis).

## Histoire

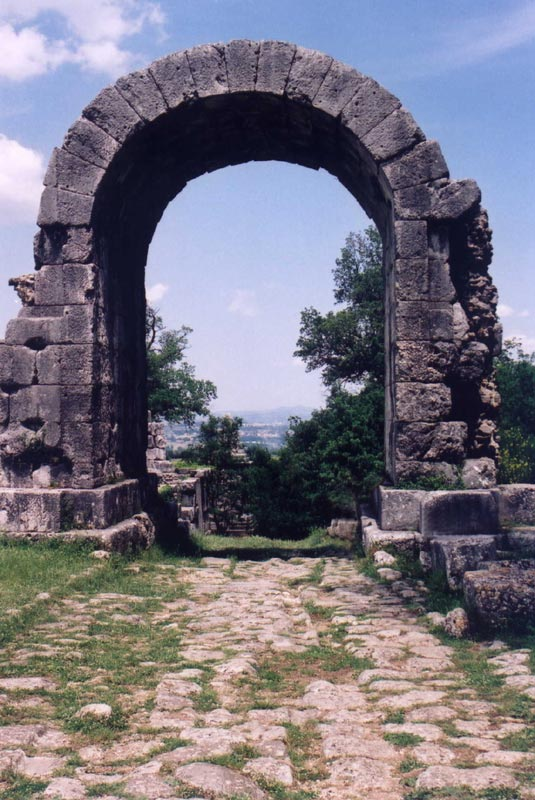
Arc de Trajan ou Arc de San Damiano) et Via Flaminia

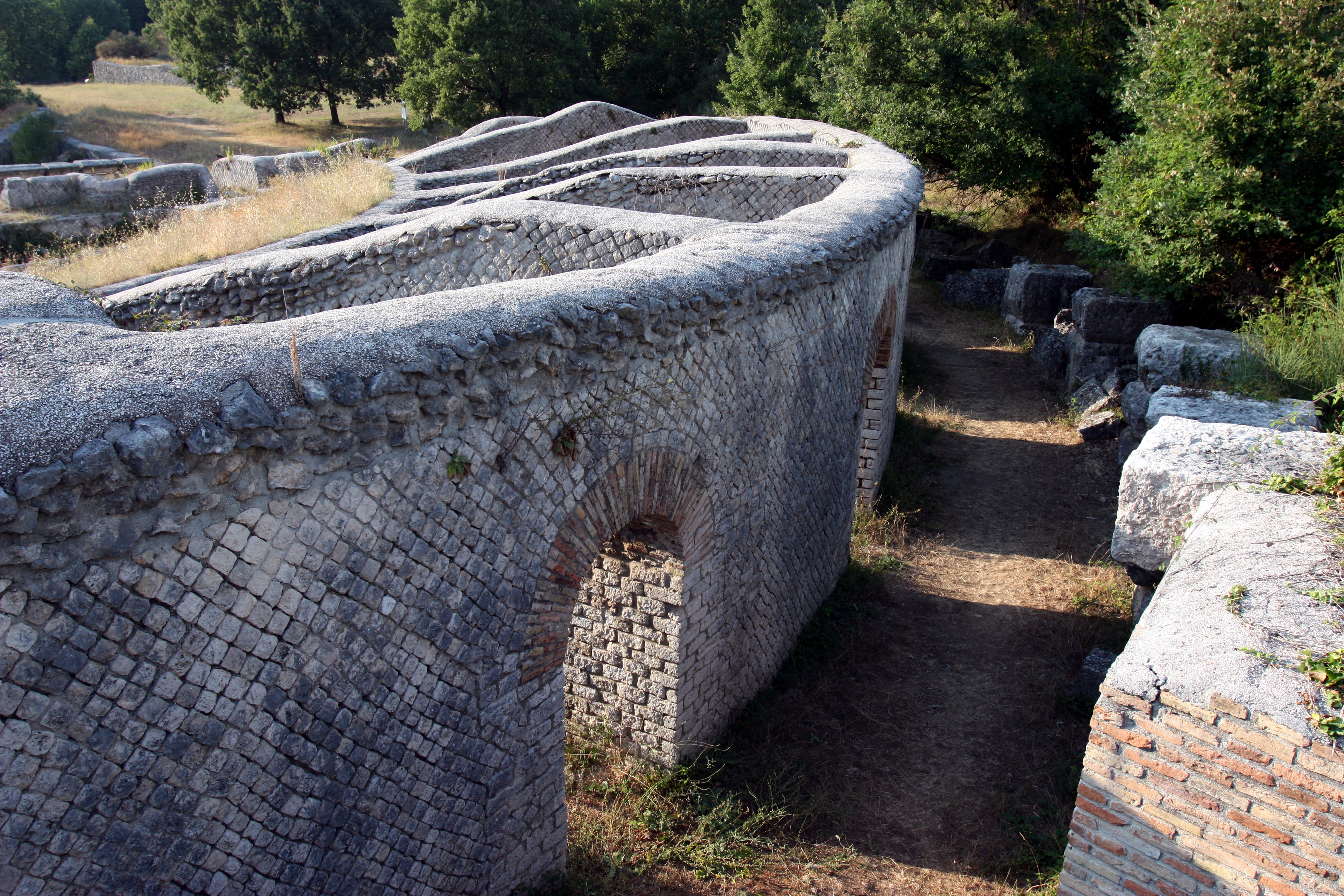
Amphithéâtre

La plupart des historiens fixent la fondation officielle de la ville à environ 300 av. J.-C.. L'essor de Carsulae a été favorisé la construction de la Via Flaminia, une route de la Rome antique (220 - 219 av. J.-C.. Carsulae a probablement comme origine un « mansio », un lieu de repos et de restauration pour les voyageurs, les commerçants et les soldats.
Lorsque la Via Flaminia a été construite, sa branche occidentale passait au nord de Narni, suscitant le développement non seulement de Carsulae, mais aussi de Acquasparta et Bevagna. Cette branche de la route empruntait un parcours à travers les plaine vallonnées de montagne au pied des monts Martani, une zone peuplée depuis le milieu de l'âge du bronze. La branche orientale procède de Narni à Terni, au nord de Spolète, puis passe à Trevi et enfin à Foligno, où elle fusionne avec sa branche Ouest.
À l'époque de l'empereur Auguste, Carsulae est devenue un « municipum » romain. Pendant son règne, un certain nombre d'œuvres majeures y ont été construites comme l'amphithéâtre, la majeure partie du forum, et l'Arc en marbre de Trajan, maintenant appelé Arco di San Damiano.
Au cours de son « âge d'or » Carsulae a été soutenue par l'activité agricole de la région environnante qui était riche et prospère. Son cadre naturel, son grand complexe de thermes, de théâtres, de temples et autres équipements publics ont attiré les riches citoyens et la classe moyenne «touriste» de Rome.
Cependant, alors que toutes les autres villes mentionnées sur les deux branches de l'ancienne voie romaine continuent d'exister, il ne reste rien que des ruines de Carsulae, qui a été abandonnée et jamais réivestie. Le seul bâtiment encore conséquent sur les lieux date de la période paléo-chrétienne, IVe ou Ve siècle, est l'église de San Damiano située à l'entrée sud de Carsulae et encore debout aujourd'hui. Elle a été construite pour une petite communauté de religieuses sur les fondations d'un ancien bâtiment romain.
Après son abandon, Carsulae a été utilisé pendant des siècles comme carrière de matériaux de construction qui ont été utilisés ailleurs, comme à Spoleto ou Cesi, où l'on peut remarquer des pierres tombales romaines ayant été utilisées pour la construction de l'église San Andrea. Les archéologues ont pu rédiger la carte de la ville en détail.
On ne connaît pas les raisons précises pour lesquelles Carsulae a été abandonné, mais deux semblent plausible:
- Un tremblement de terre qui aurait presque entièrement détruit le site.
- La cité aurait perdu son importance et serait devenue ainsi de plus en plus pauvre parce que la plupart du trafic nord-sud aurait utilisé la branche est, la plus rapide de la via Flaminia.
- J.B. Ward-Perkins a suggéré une autre hypothèse: Au IIIe siècle les voies de communication entre la mer et le monde économique faisaient l'objet d'attaques de hordes de soldats impayés. Le trafic a donc eu tendance à éviter les routes devenues peu sures, provoquant l'appauvrissement des cités et le dépeuplement des cités bordant les voies. De fait au Moyen Âge, les axes routiers étaient aussi dépeuplés que lors de leur construction[1].

## Fouilles archéologiques
Des fouilles ont été entreprises au XVIe siècle sous la direction du Duc Federico Cesi, qui possédait des palais à Cesi et Acquasparta et au XVIIe siècle sous la direction du pape Pie VI, mais ce n'est qu'en 1951 que les ruines on fait l'objet d'une exploration archéologique méthodique. Des travaux supplémentaires importante a été également faits en 1972.
Depuis 2017, les fouilles de Carsulae sont dirigées par Massimiliano Gasperini et Luca Donnini, avec la participation de l'Australian Carsulae Archaeology Project de l'Université Macquarie à Sydney, Australie.
Le professeur Jane Whitehead sous le patronage de la Valdosta State University of Georgia poursuit les investigations en mettant l'accent sur les bains complexes et le mur polygonal pré-romain situé au sud de la ville. Ils en sont à leur cinquième saison de fouilles et ont l'intention  de continuer.

## Vestiges

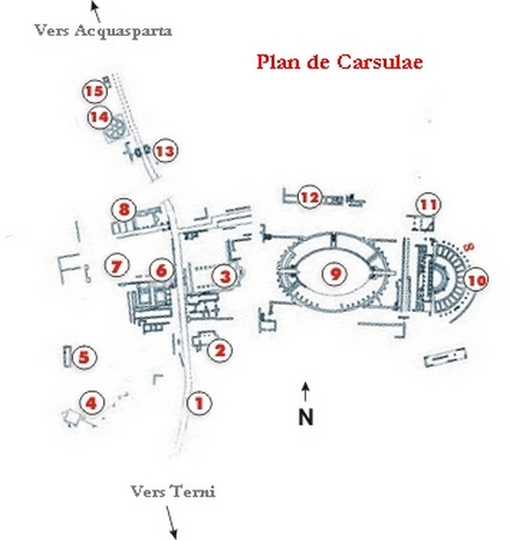
Plan de Carsulae

1. Via Flaminia : La branche occidentale de l'ancienne route romaine transite par Carsulae. La via Flaminia était la « rue principale » de la ville et le tronçon qui traverse la ville du nord au sud est caractérisé par ses trottoirs et les gouttières.
2. Chiesa di San Damiano : Édifice construit à l'époque de paléo-chrétien sur les vestiges d'un ancien bâtiment romain dont la fonction  originale est inconnu. Les vestiges de ce bâtiment sont encore visibles du côté sud de l'église. L'Église primitive était un bâtiment de forme rectangulaire avec une abside. Un portique et deux colonnades intérieurs ont été ajoutés au cours du XIe siècle à l'aide de matériaux recueillis sur le site, y compris les éléments architecturaux de la basilique, provenant probablement du Forum.
3. Basilique : La basilique est la salle de réunion publique des citoyens de Carsulae. La salle intérieure, qui est de forme rectangulaire, a une nef centrale et deux nefs latérales, séparés par des rangées de colonnes. L'abside à l'extrémité aurait été utilisée pa le président magistrat, habilité à arbitrer ou à trancher les différents et à rendre la justice.
4. Bains publics :  Bains thermaux.
5. Citerne : Citerne, réserve d'eau pour les habitants de la ville, maintenant utilisée comme Antiquarium.
6. Temples : Deux temples, parfois appelés « temples jumeaux » étaient consacrés aux dieux de deux divinités romaines inconnues. Seuls leurs empattements gainés de pierre rose perdurent aujourd'hui.
7. Le Forum : Le « carré » public principal de la ville antique, construit sur une structure en terrasses dans et autour de la basilique et des temples de jumeaux. La ligne de structures voutées, ou « Tabernæ », près du Forum a probablement servi pour les étals du marché ou pour les magasins.
8. Bâtiments publics : Divers édifices utilisés à des fins inconnues ont probablement abrité les bureaux administratifs du gouvernement local ou servi de palais pour les familles aristocratiques. Il y a quatre pièces rectangulaires avec absides somptueusement décorées, les murs de marbre et les planchers incorporant marbre et « opus sectilis ».
9. Amphithéâtre : Dimensions 86 × 62 m. Situé dans une dépression naturelle à l'est de la via Flaminia, il a probablement été construit pendant la dynastie flavienne. Il est comporte principalement des couches de blocs de calcaire et de briques.
10. Théâtre : Il fut probablement construit à l'époque d'Auguste, avant la construction de l'amphithéâtre. Le matériau de construction original est l'opus reticulatum.
11. Collegium Iuvenum : Une école ou collège pour l'instruction d'enfants.
12. Citerne : Une deuxième structure construite pour contenir l'eau à l'usage des citoyens.
13. Arc de Trajan ou encore Arche de San Damiano : À l'origine l'arc était composé de trois arches revêtues de marbre, dont il ne reste seulement que l'arche du Centre. Il a également été construit à l'époque d'Auguste en tant qu'entrée nord symbolique de la ville.
14. Monument funéraire : Connu comme le « tumulus », un monument funéraire d'une famille aristocratique (famille « Furia » ?). Une plaque désormais conservée au Musée du Palazzo Cesi à Acquasparta peut prevenir de ce monument.
15. Monument funéraire : Un monument moins distingué de la nécropole de Carsulae.

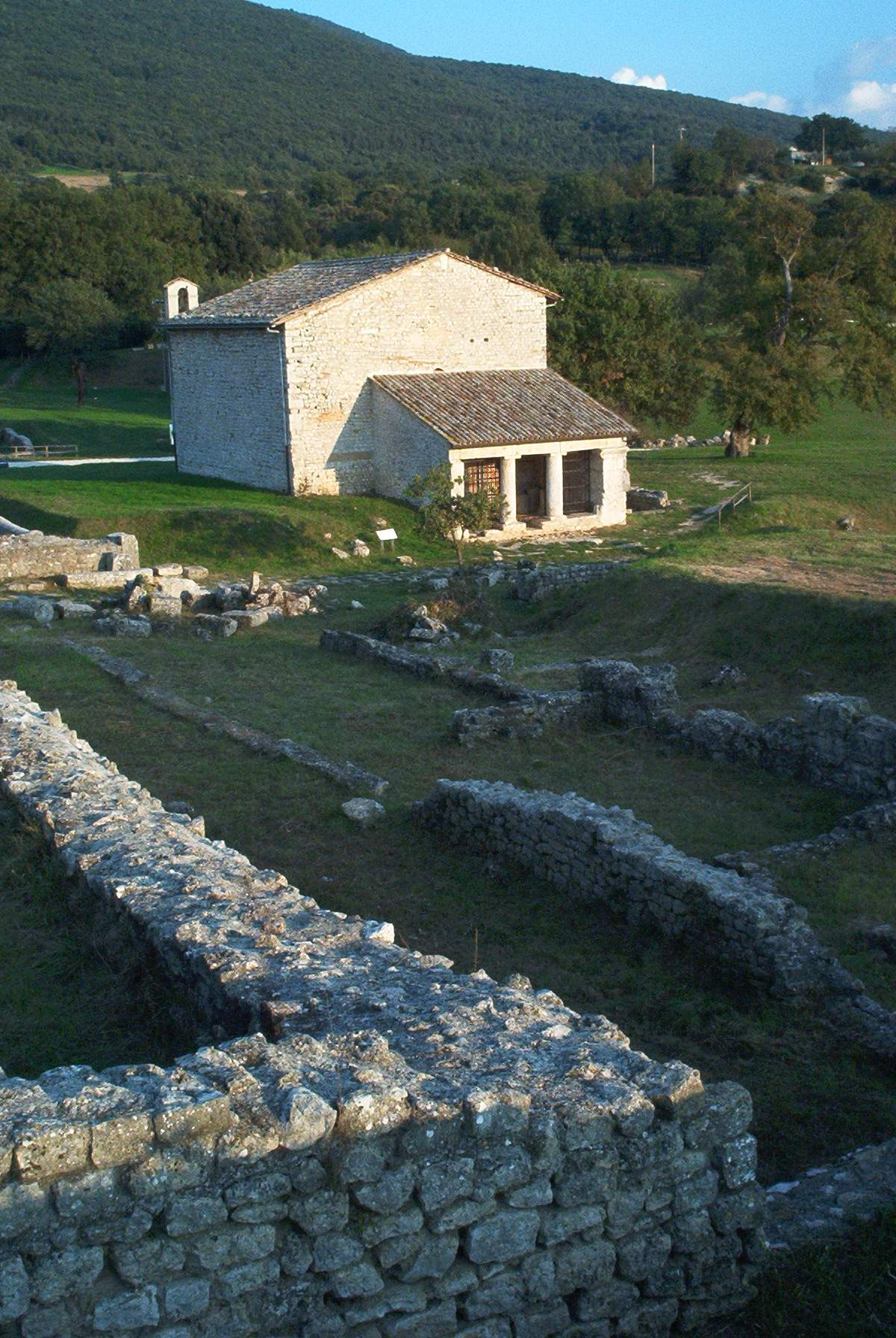
Église San Damiano
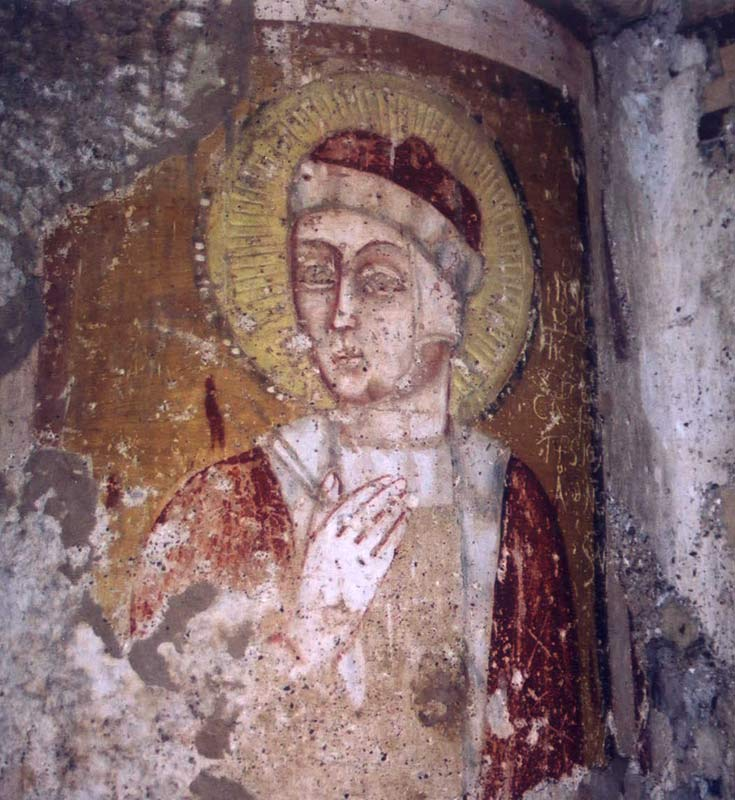
Fresque dans l'église San Damiano
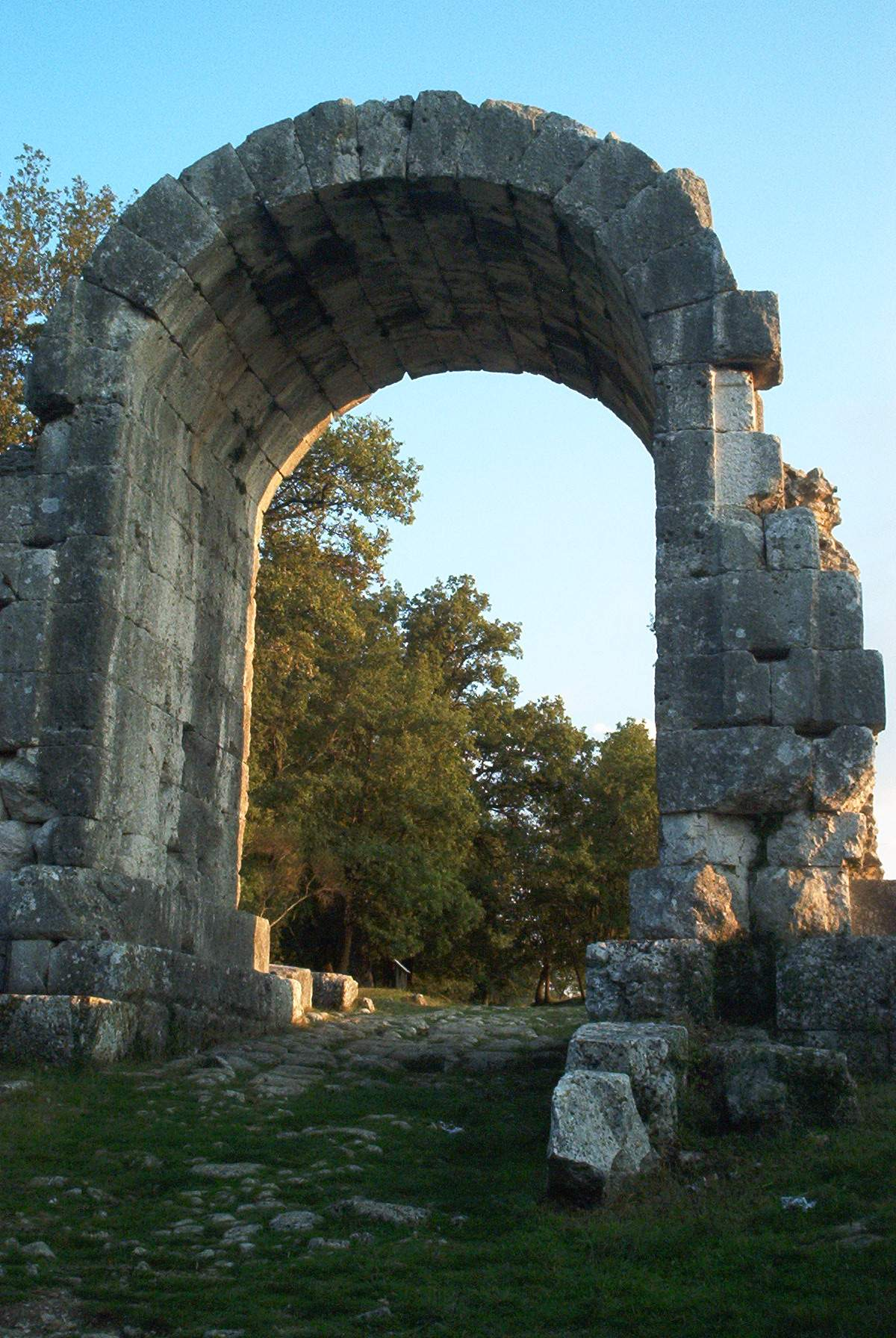
Arc de Trajan
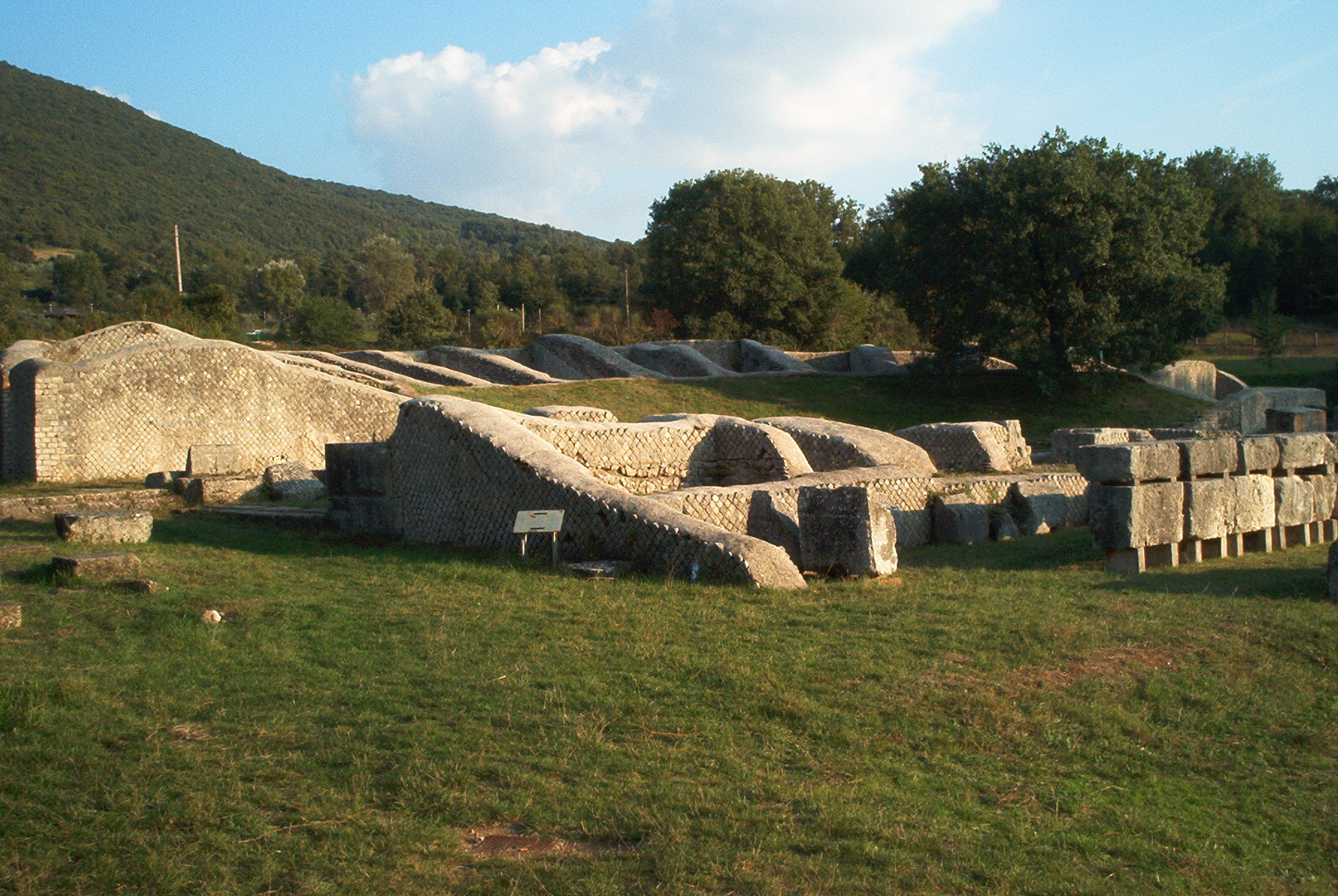
Théâtre
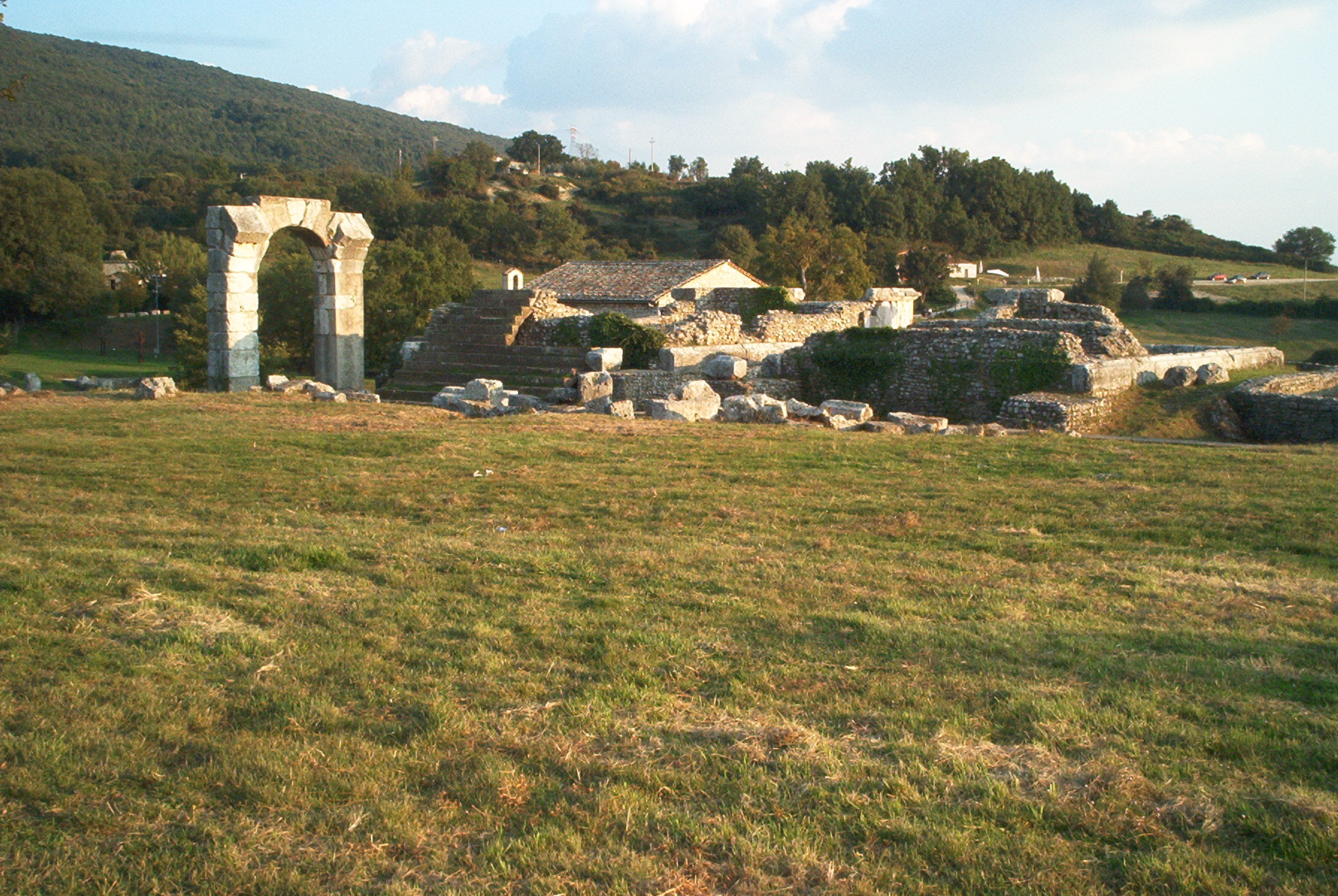
Vue panoramique du forum